# جامعه آند

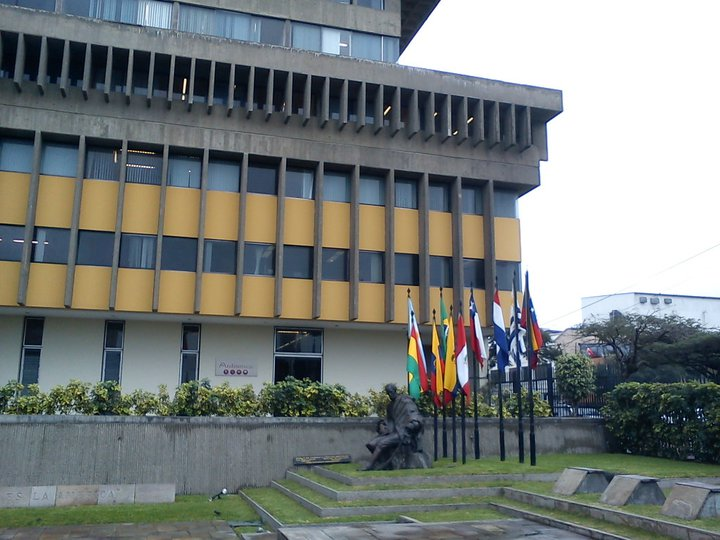
دبیرخانه جامعه آند در لیما

جامعهٔ آند (به اسپانیایی: Comunidad Andina, CAN) یک اتحادیهٔ گمرکی در آمریکای جنوبی مشتمل بر کشورهای بولیوی، کلمبیا، اکوادور و پرو است. این بلوک تجاری را تا سال ۱۹۹۶ پیمان آند می‌خواندند. این پیمان در سال ۱۹۶۹ با امضای موافقت‌نامهٔ کارتاخنا به وجود آمد. دفتر مرکزی آن در شهر لیما پایتخت پرو است.
جامعهٔ آند شامل ۹۸ میلیون نفر است که در مساحتی معادل ۴٬۷۰۰٬۰۰۰ کیلومتر مربع زندگی می‌کنند. تولید ناخالص داخلی آن‌ها در سال ۲۰۰۵ به همراه ونزوئلا (که در آن زمان عضو این اتحادیه بود) به ۷۴۵٫۳ میلیارد دلار رسید.